# Sidokumpul (Gresik)
Sidokumpul is een bestuurslaag in het regentschap Gresik van de provincie Oost-Java, Indonesië. Sidokumpul telt 10.945 inwoners (volkstelling 2010).